# Nguyen Nam Son
 (mars 2013).
Si vous disposez d'ouvrages ou d'articles de référence ou si vous connaissez des sites web de qualité traitant du thème abordé ici, merci de compléter l'article en donnant les références utiles à sa vérifiabilité et en les liant à la section « Notes et références ».
Nguyen Nam Son (1890-1973) est un peintre vietnamien. Il est professeur à  l'École des Beaux-Arts de l'Indochine, créée , le 27 octobre 1924 par le Gouverneur Général Martial MERLIN et dirigée par Victor Tardieu en 1925.
La majeure partie de ses œuvres est conservée au Musée national des Beaux-Arts du Vietnam.